# Homo habilis
Homo habilis ist eine ausgestorbene Art der Gattung Homo. Alle bislang als Homo habilis bezeichneten Funde stammen aus ostafrikanischen Gesteinsschichten.
Die Bekanntgabe der ersten Funde und die Namensgebung im April 1964 gelten als ein „Wendepunkt der Paläoanthropologie“, da zuvor aus Afrika nur hominine Fossilien der Gattung Australopithecus bekannt waren und aufgrund der Funde von Homo erectus (bis dahin ausschließlich in Asien) vermutet worden war, dass die Gattung Homo sich in Asien entwickelt habe.

## Namensgebung
Die Bezeichnung der Gattung Homo ist abgeleitet von lateinisch hŏmō [ˈhɔmoː] „Mensch“. Das Epitheton habilis kommt ebenfalls aus dem Lateinischen und bedeutet „geschickt“, „fähig“, „begabt“; es wurde den Autoren der Erstbeschreibung von Raymond Dart anempfohlen. Homo habilis bedeutet demnach „geschickter Mensch“ und wurde gewählt, weil die Herstellung der aus ähnlich alten Fundhorizonten geborgenen Steingeräte Homo habilis zugeschrieben wurde.

## Erstbeschreibung

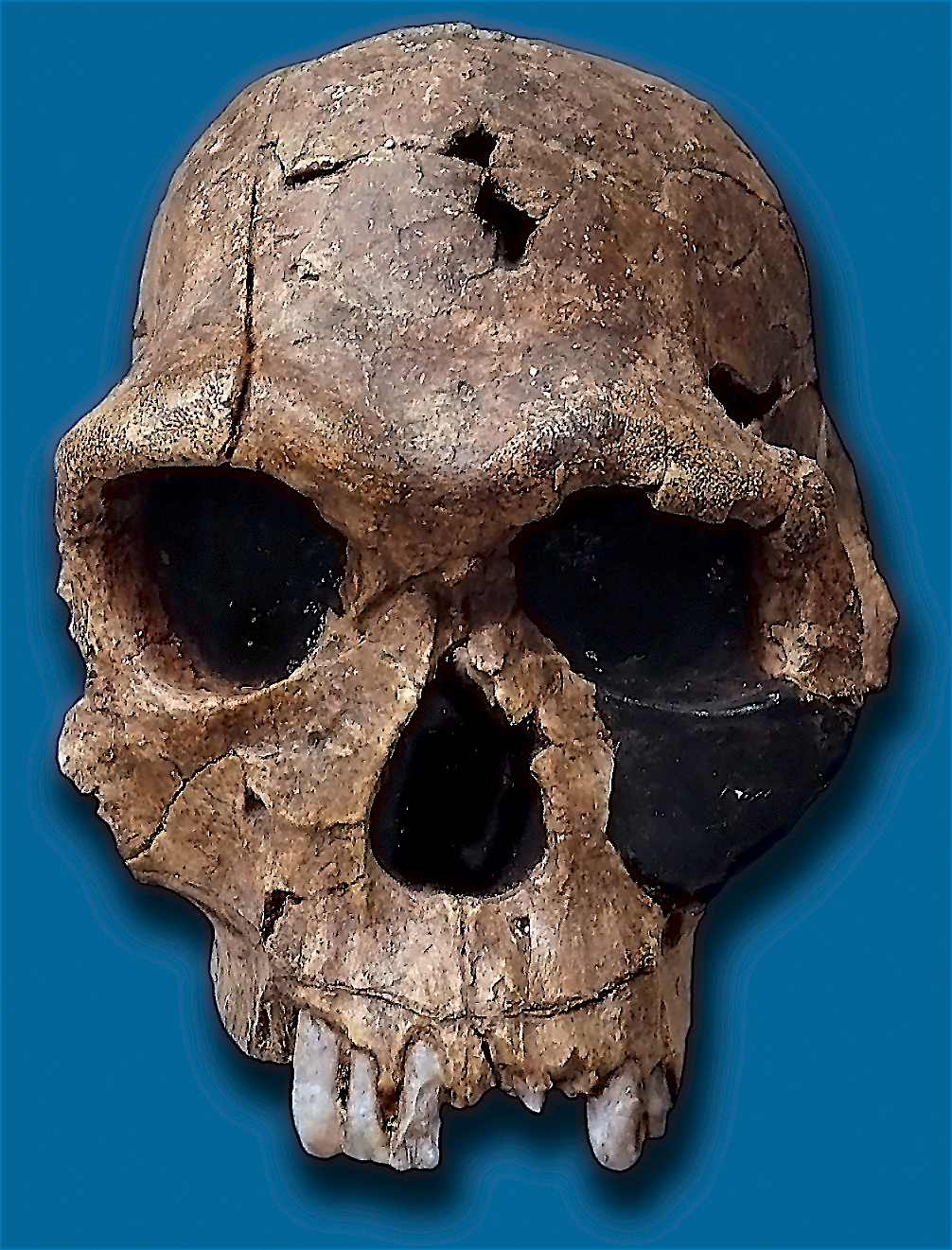
Der Schädel KNM-ER 1813 von Koobi Fora, Kenia (Nachbildung)

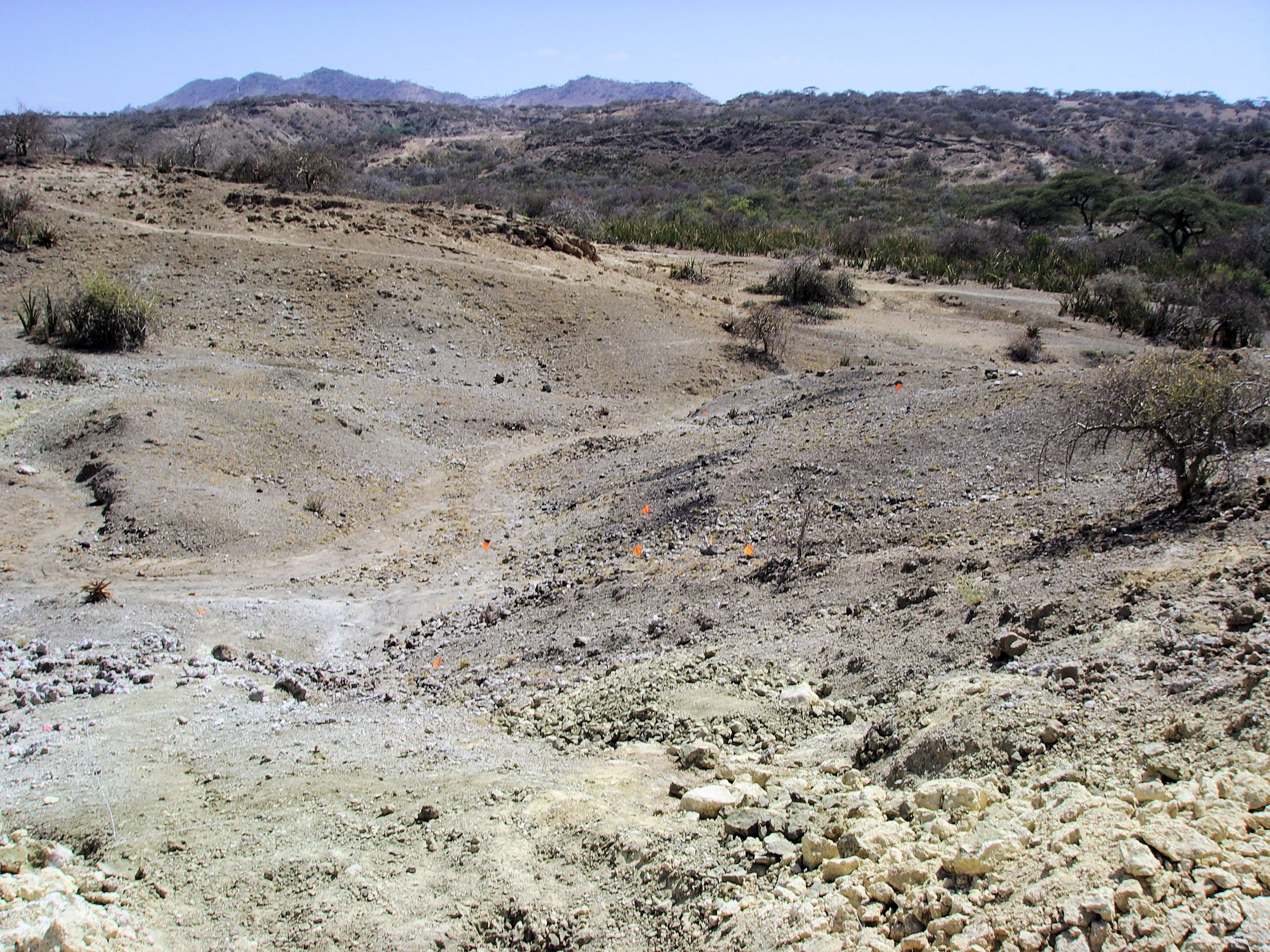
Farbige Fähnchen markieren die Fundorte von homininen Fossilien. In diesem Gebiet wurde auch OH 7 entdeckt.

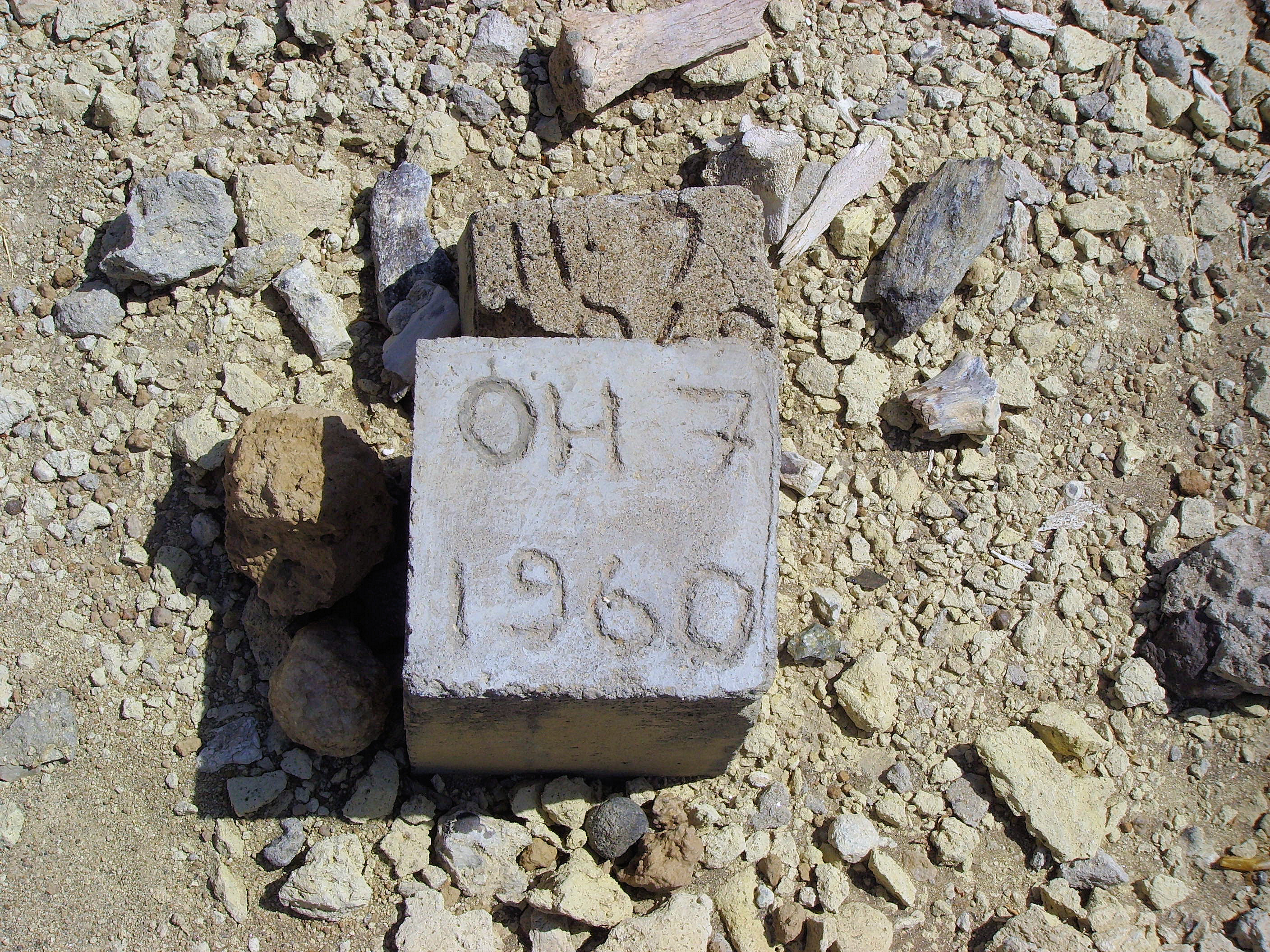
Gedenkstein am Fundort von OH 7

Als Holotypus von Homo habilis wurde in der Erstbeschreibung durch Louis Leakey, Phillip Tobias und John Napier ein rund 1,75 Mio. Jahre alter, vollständig erhaltener, bezahnter Unterkiefer eines Kindes (OH 7), bei dem die Weisheitszähne noch nicht durchgebrochen waren, benannt. Das Fossil OH 7 (genannt „Johnnys Kind“) hatte Jonathan Leakey im Herbst 1960 entdeckt; unter dieser Sammlungsnummer waren der Unterkiefer sowie ein Oberkieferzahn des zugehörigen Schädels und 13 Knochen einer jugendlichen Hand zusammengefasst worden. Als Paratypen wurden ein kleines Unterkiefer-Bruchstück mit einem Weisheitszahn (Molar M3; Sammlungsnummer OH 4 = Olduvai hominid 4) und Resten von zwei weiteren Zähne, das 1960 entdeckte Fossil OH 8 (eine Gruppe zusammengehöriger Fußknochen von einem vermutlich ebenfalls noch nicht erwachsenen Individuum), und einige weitere Fossilien benannt. OH 4 war bereits im Juni 1959 von Heselon Mukiri, einem langjährigen Mitarbeiter von Louis Leakey, in der Olduvai-Schlucht im Norden Tansanias aufgefunden worden.
Um die neu beschriebene Art der Gattung Homo zuordnen zu können, wurde in der Erstbeschreibung von Homo habilis die Definition dieser Gattung an die neuen Funde angepasst. So war es bis dahin üblich gewesen, die Grenze zwischen Australopithecus und Homo anhand des Hirnvolumens zu definieren, wobei ein Teil der Forscher 700 cm³, andere 750 cm³ oder 800 cm³ und – am einflussreichsten – Ernst Mayr bereits im Jahr 1950 sogar 900 cm³ als „cerebralen Rubikon“ ausgewiesen hatten; in der Erstbeschreibung von Homo habilis wurde diese Untergrenze des Hirnvolumens für Arten der Gattung Homo hingegen auf 600 cm³ herabgesetzt.
Erst seit den 1980er-Jahren ist die Art in Fachkreisen allgemein als eigenständig anerkannt.

## Weitere Funde
Neben Funden wie OH 24 aus der Olduvai-Schlucht in Tansania wurden mehrere Fossilien vom Ostrand des Turkana-Sees (Kenia) Homo habilis zugeschrieben, unter anderem das 1975 entdeckte, teilweise erhaltene Skelett KNM-ER-3735 von Koobi Fora im Nordosten des Turkanasees, der Oberkiefer AL 666-1 von Hadar in Äthiopien, ferner südafrikanische Funde aus Sterkfontein (der Schädel Stw 53) und Swartkrans (das Schädelfragment SK 847).
Die Begleitfunde (u. a. vorzeitliche Verwandte der Pferde, Tapire und Schweine sowie der Flusspferde und Otter) lassen auf einen Lebensraum schließen, der aus grasbewachsenen Savannen, Wasserläufen und Seen mit Ufergehölzen (Galeriewäldern) bestand. In den Fossilien führenden Schichten wurden Steinwerkzeuge vom Oldowan-Typ sowie Tierknochen mit Einkerbungen gefunden, die als Schnittspuren gedeutet werden können; daraus wurde geschlossen, dass Homo habilis Fleisch von den Knochen getrennt und verzehrt hat.
Aus der Epoche um zwei Millionen Jahre vor heute stammen auch die Fossilien von Homo rudolfensis. Bisher wurden jedoch keine zusammenhängenden Funde von Knochen aus dem Bereich seines Kopfes und seiner Arme und Beine entdeckt, so dass der Körperbau von Homo rudolfensis unterhalb des Kopfes ungesichert ist. Allerdings wurde in den Fundschichten der Schädelknochen von Homo rudolfensis eine Fülle einzelner Gliedmaßen-Knochen sowie ein Becken entdeckt, die sich erheblich von Homo habilis unterscheiden und vermutlich zu Homo rudolfensis gehören.
Eine Abgrenzung von Homo habilis und Homo rudolfensis „lege artis“ (den Gepflogenheiten in der Paläoanthropologie entsprechend) ist derzeit ausgeschlossen, da diese Abgrenzung auf einem Vergleich der Typusexemplare beider Arten zu beruhen hätte. Ein solcher Vergleich ist jedoch nicht möglich, da es sich bei OH 7 um einen bezahnten Unterkiefer handelt, als Typusexemplar von Homo rudolfensis wurde hingegen ein zahnloser Schädel mit teilweise erhaltenem Oberkiefer bestimmt.

## Merkmale
Im Vergleich zum früheren Australopithecus und zum gleichzeitig lebenden Paranthropus hatte Homo habilis mit ca. 650 cm³ ein um 30 % größeres Hirnvolumen (zum Vergleich: Homo sapiens 1200 bis 1400 cm³).
Da außer in Verbindung mit dem Unterkiefer OH 7 zunächst keine Körperknochen gefunden wurden und die Definition der Art in der Erstbeschreibung im Wesentlichen an den Bau der Zähne und des Kiefers gekoppelt wurde, steht eine gesicherte Rekonstruktion der anatomischen Gegebenheiten unterhalb des Kopfes bisher aus: In den gleichen Fundschichten wurden nämlich auch Fossilien geborgen, die Paranthropus boisei zugeschrieben werden. Daher ist die Zuordnung von Knochen des Rumpfes und der Gliedmaßen zur einen oder anderen Art bisher nicht gesichert.
Gleichwohl wurden zwei als OH 35 bezeichnete, isoliert gefundene Beinknochen 1982 – und erneut 2008 – Homo habilis zugeschrieben und aus deren Gestalt „gewohnheitsmäßige Zweibeinigkeit“ abgeleitet. Die Körpergröße eines weiblichen Homo habilis wurde auf rund einen Meter geschätzt, das Körpergewicht auf 25 bis 35 Kilogramm. Louis Leakey et al. benannten in der Erstbeschreibung zugleich als weiteres Kriterium für die Zugehörigkeit von Homo habilis zu Homo den opponierbaren Daumen und den mit ihm verbundenen Präzisionsgriff. Beide Aussagen werden heute jedoch angezweifelt: Möglicherweise bewegte sich Homo habilis nur zeitweise aufrecht fort, und auch der behauptete Präzisionsgriff wurde infrage gestellt.
Die mit OH 7 assoziierte Hand weist – wie beim modernen Menschen – einen relativ großen Daumen und breite Fingerspitzen auf, auch sind die Arme länger als die Beine. Jedoch sind die Finger – wie bei den Schimpansen – relativ lang und gekrümmt, was auf einen häufigen Aufenthalt auf Bäumen hinweist. Auch eine Analyse des Oberarmknochens von OH 62 ergab, dass er deutliche Schimpansen-ähnliche Merkmale aufweist und signifikant von den Merkmalen des Homo erectus abweicht; Da auch andere Funde aus den gleichen Schichten der Olduvai-Schlucht (Tansania) und vom Turkana-See (Kenia) teils schimpansen-, teils menschenähnliche Merkmale aufweisen, deren Zuordnung zu Homo habilis oder Paranthropus boisei aber nicht abzusichern ist, ist auch noch ungeklärt, ob der Körperbau von Homo habilis gemischte Merkmale aufwies oder ob alle menschenähnlichen Fossilien zu Homo zu stellen sind, die schimpansenähnlichen hingegen zu Paranthropus.
| Merkmal               | Homo habilis         | Homo rudolfensis |
| --------------------- | -------------------- | ---------------- |
| Gehirnvolumen         | ca. 610 cm³          | ca. 750 cm³      |
| Überaugenwulst        | leicht entwickelt    | fehlt            |
| obere Vorbackenzähne  | 2 Wurzeln            | 3 Wurzeln        |
| untere Vorbackenzähne | schmale Kronen       | breite Kronen    |
| Weisheitszahn         | nicht verkleinert    | verkleinert      |
| Gliedmaßen            | Pongiden-ähnlich     | „abgeleitet“ (?) |
| Oberschenkel          | wie Australopithecus | Homo-ähnlich (?) |
| Fuß                   | wie Australopithecus | Homo-ähnlich (?) |

## Datierung
Alle bislang bekannten Funde von Homo habilis wurden auf ein Alter von ca. 2,1 bis 1,5 Millionen Jahren datiert. Von wann bis wann eine fossile Art existierte, kann aber in aller Regel nur näherungsweise bestimmt werden. Zum einen ist der Fossilbericht lückenhaft: Es gibt meist nur sehr wenige Belegexemplare für eine fossile Art. Zum anderen weisen die Datierungsmethoden zwar ein bestimmtes Alter aus, dies jedoch mit einer erheblichen Ungenauigkeit; diese Ungenauigkeit bildet dann die äußeren Grenzen bei den „von … bis“-Angaben für Lebenszeiten. Alle publizierten Altersangaben sind daher vorläufige Datierungen, die zudem nach dem Fund weiterer Belegexemplare möglicherweise revidiert werden müssen.
Warum die Art ausgestorben ist, ist nicht bekannt.

## Kontroversen

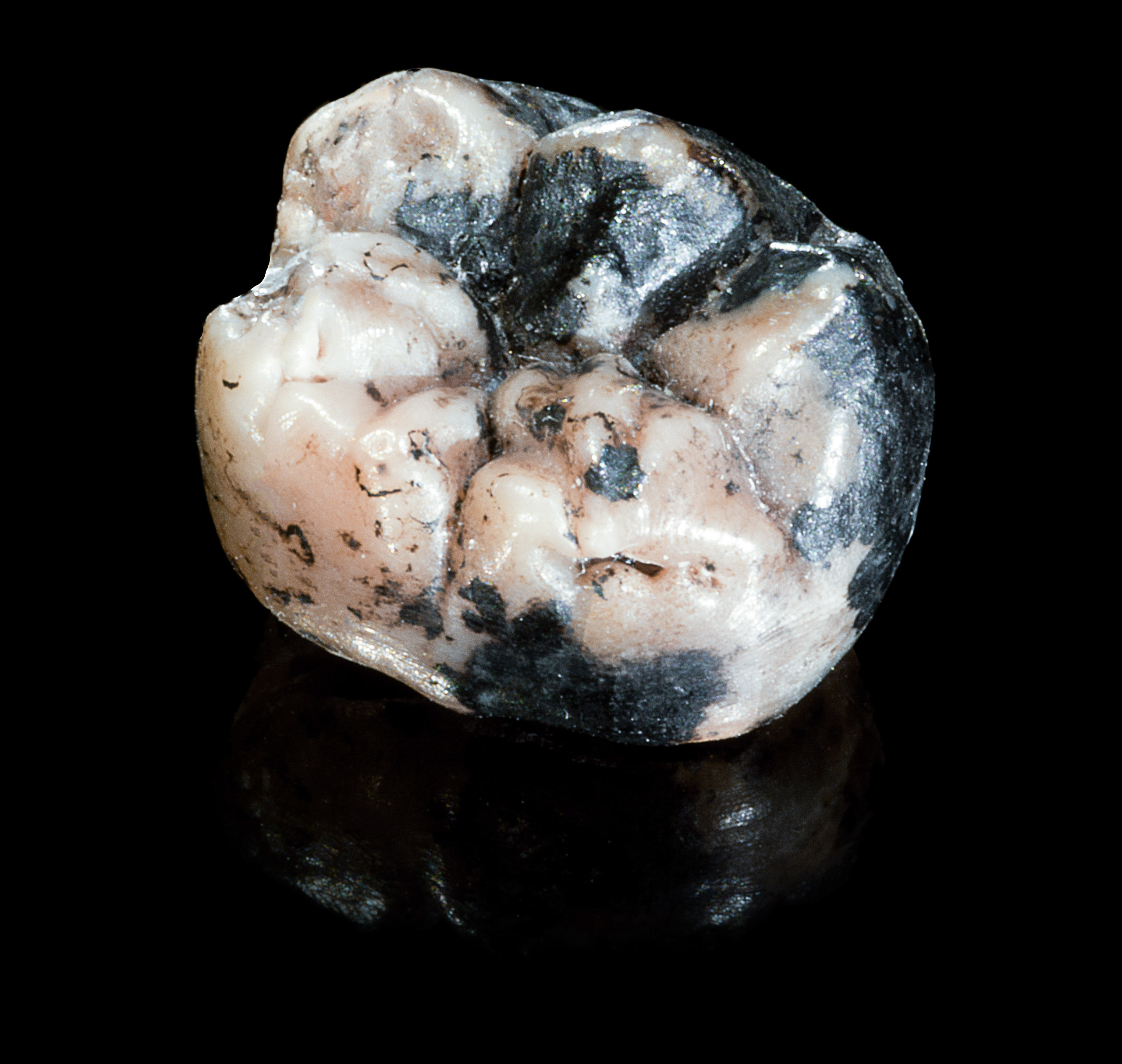
Zahn von Homo habilis KB 5223 aus Kromdraai, Südafrika

Die Einordnung der als Homo habilis bezeichneten Funde in die Gattung Homo ist seit der Erstbeschreibung dieser Art im April 1964 umstritten. Sie erfolgte vor dem Hintergrund der damals weithin vertretenen Annahme, nur der Mensch – und im weiteren Sinne die Arten der Gattung Homo – seien zur Herstellung und zum Gebrauch von Werkzeugen in der Lage; programmatisch war dies von dem britischen Geologen Kenneth Page Oakley 1944 in einem Fachartikel und 1949 in seinem Buch Man the Tool-Maker formuliert worden. Bereits im Mai 1964 wurden jedoch die ersten Vorbehalte gegen die Namensgebung veröffentlicht, und wenige Wochen später schrieb der einflussreiche britische Anatom und Paläoanthropologe Wilfrid Le Gros Clark, er hoffe, dass Homo habilis ebenso schnell wieder verschwinde, wie er gekommen sei.
Alan Walker, ein ehemaliger Doktorand von John Napier, der Anfang der 1970er-Jahre in Nairobi mit Richard Leakey zusammenarbeitete und so die Diskussion um die habilis-Funde unmittelbar mitverfolgen konnte, kritisierte 2011, die Erstbeschreibung im Jahr 1964 „war voll mit Spekulationen über das Verhalten und die Menschenartigkeit von Homo habilis.“ Zudem wandte er ein, dass die in der Erstbeschreibung als zum gleichen jugendlichen Individuum gehörig ausgewiesenen Knochen (Unterkiefer, Oberkieferzahn und Handknochen) nicht nahe beieinander entdeckt worden waren, die Paratypen von anderen Fundstellen stammten, und aller Zugehörigkeit zur gleichen Art daher keineswegs gesichert ist. Das habe später die Zuordnung von zusätzlichen Fossilien zu Homo habilis erschwert; beispielsweise sei das Fossil OH 62 aufgrund der Merkmale seiner Zähne und seines Gaumens zu Homo habilis gestellt worden, obwohl es sich bei den Knochen aus dem Bereich unterhalb des Schädels „um einen aufrecht gehenden Affen“ handelte und die als Homo habilis benannten Fossilien vermutlich zu mindestens zwei Arten gehören. „Obwohl inzwischen weitere Exemplare entdeckt und Homo habilis zugeordnet wurden, kränkelt diese Spezies so sehr, dass es keine zwei Anthropologen gibt, welche die selbe Liste von habilis-Fundstücken führen.“
Von den Kritikern der Namensgebung wurden die Fossilien aufgrund der Merkmale der Zähne zu Australopithecus gestellt, weswegen in Teilen der Fachliteratur zeitweise auch die Bezeichnung Australopithecus habilis („geschickter Affe des Südens“) Verwendung fand. So schrieb beispielsweise Bernard Wood 1999 in Science, dass „das früheste Taxon, das die Kriterien [für die Gattung Homo] erfülle, Homo ergaster bzw. der frühe afrikanische Homo erectus“ sei; 2011 erneuerte Wood seine Kritik. Akzeptiert wurde jedoch von beiden Seiten, dass die habilis-Fossilien eine zeitliche und anatomische Lücke zwischen den bis dahin bekannten Australopithecus-Varianten und denen des Homo erectus schlossen. Die Funde wurden häufig sogar dahingehend gedeutet, dass Homo habilis ein direkter Vorfahre von Homo erectus gewesen sei. Schon der Fund von OH 62 im Jahr 1986 sowie neuere Funde ließen an dieser von Louis Leakey eingeführten und bis dahin allgemein vertretenen These allerdings Zweifel aufkommen.
2007 wurde von einer Gruppe um Meave Leakey und Louise Leakey ein Fund veröffentlicht, der Homo habilis zugeordnet wird und auf ein Alter von nur 1,44 Millionen Jahren datiert wurde. Das würde bedeuten, dass Homo habilis und Homo erectus / Homo ergaster bis zu einer halben Million Jahre nebeneinander existierten. Die Wissenschaftler vermuten, dass beide Arten unterschiedliche ökologische Nischen besetzt hatten und so keine direkten Konkurrenten waren. Möglicherweise erlebt nun die schon früher gelegentlich von Forschern vertretene Auffassung, Homo habilis sei dem Formenkreis der Australopithecinen zuzuordnen und daher als Australopithecus habilis zu bezeichnen, neuen Auftrieb. So habe beispielsweise auch eine Rekonstruktion der Ernährungsgewohnheiten eine größere Nähe von Homo habilis zu Australopithecus als zu Homo ergaster / Homo erectus ergeben. Allerdings wurde beispielsweise aus einer Analyse der Beschaffenheit des Zahns KB 5223 aus Kromdraai (Südafrika) geschlossen, dass die Nahrung von Homo habilis – anders als jene von Australopithecus africanus – in deutlich größerem Maße aus Fleisch bestand und insofern den Gewohnheiten anderer Arten der Gattung Homo glich. Eine 2015 publizierte digitale Rekonstruktion des Fossils OH 7 ergab, dass der Unterkiefer mit seiner langen und engen Zahnreihe „auffallend primitiv“ sei und wesentlich stärker Australopithecus afarensis ähnele als dem späteren Homo erectus. Jedoch sei das Gehirn mit 729 bis 824 cm³ Volumen deutlich größer als zuvor berechnet und damit im Vergleich größer als bei den Arten der Gattung Australopithecus; es sei vergleichbar mit Homo rudolfensis und Homo erectus. 2024 bestätigte eine vergleichende Untersuchung von Backenzähnen, dass die Zähne von Homo habilis zumeist größere morphologische Gemeinsamkeiten mit Australopitehcus afarensis und Australopithecus africanus aufweisen als mit späteren Arten der Gattung Homo.

## Belege
1. ↑  Bernard Wood: Fifty years after Homo habilis. In: Nature. Band 508, Nr. 7494, 2014, S. 31–33, doi:10.1038/508031a.
2. 1 2 3  Randall L. Susman, Jack T. Stern: Functional Morphology of Homo habilis. In: Science. Band 217, Nr. 4563, 1982, S. 931–934, doi:10.1126/science.217.4563.931.
3. ↑  L. S. B. Leakey, P. V. Tobias und J. R. Napier: A new species of the genus Homo from Olduvai Gorge. In: Nature. Band 202, 1964, S. 7–9; doi:10.1038/202007a0, Volltext (PDF; 352 kB).
4. ↑  Ernst Mayr: Taxonomic categories in fossil hominids. In: Cold Spring Harbor Symposia on Quantitative Biology 15. 1950, S. 109–118; Exzerpt.
5. 1 2  Zur Übersicht siehe: Phillip Tobias: The species Homo habilis: example of a premature discovery. In: Annales Zoologici Fennici. Band 28, 1992, S. 371–380; Volltext (PDF; 5,5 MB).
6. ↑   William H. Kimbel, Donald C. Johanson und Yoel Rak: Systematic assessment of a maxilla of Homo from Hadar, Ethiopia. In: American Journal of Physical Anthropology. Band 103, Nr. 2, 1997, S. 235–262, doi:10.1002/(SICI)1096-8644(199706)103:2<235::AID-AJPA8>3.0.CO;2-S.
7. 1 2  Gary J. Sawyer, Viktor Deak: Der lange Weg zum Menschen. Lebensbilder aus 7 Millionen Jahren Evolution. Spektrum Akademischer Verlag, Heidelberg 2008, S. 85. – Der Mittelwert beruht auf der Vermessung von vier Individuen, deren Hirnvolumen zwischen 590 und 690 cm³ lag.
8. ↑  Randall L. Susman: Brief communication: Evidence bearing on the status of Homo habilis at Olduvai Gorge. In: American Journal of Physical Anthropology. Band 137, Nr. 3, 2008, S. 356–361, doi:10.1002/ajpa.20896.
9. ↑  Francis Clark Howell: Homo habilis in Detail. In: Science. Band 253, Nr. 5025, 1991, S. 1294–1295, doi:10.1126/science.253.5025.1294.
10. ↑  Bernard Wood, Brian G. Richmond: Human evolution: taxonomy and paleobiology. In: Journal of Anatomy. Band 197, Nr. 1, 2000, S. 19–60, doi:10.1046/j.1469-7580.2000.19710019.x, PMC 1468107 (freier Volltext).
11. ↑  Mary W. Marzke: Precision grips, hand morphology, and tools. In: American Journal of Physical Anthropology. Band 102, Nr. 1, 1997, S. 91–110, doi:10.1002/(SICI)1096-8644(199701)102:1<91::AID-AJPA8>3.0.CO;2-G.
12. ↑  Christopher Ruff: Relative limb strength and locomotion in Homo habilis. In: American Journal of Physical Anthropology. Band 138, Nr. 1, 2009, S. 90–100, doi:10.1002/ajpa.20907.
13. ↑  entnommen aus: Friedemann Schrenk: Die Frühzeit des Menschen. Der Weg zum Homo sapiens. C. H. Beck, 1997, S. 70.
14. ↑  Aufgrund des meist schlechten Erhaltenszustands variieren die Angaben zum Gehirnvolumen in Abhängigkeit von den zugrunde gelegten Fossilien. Sawyer & Deak (S. 85) erwähnen eine Spanne von 590 bis 687 cm³.
15. ↑  Friedemann Schrenk, Ottmar Kullmer und Timothy Bromage: The Earliest Putative Homo Fossils. Kapitel 9 in: Winfried Henke und Ian Tattersall: Handbook of Paleoanthropology. Springer Verlag, Berlin und Heidelberg 2007, S. 1611–1631, doi:10.1007/978-3-540-33761-4_52.
16. ↑   Kenneth Page Oakley: Man the Tool-Maker. British Museum (Natural History), London 1949.
 Kenneth P. Oakley: Man the Tool-Maker. In: Proceedings of the Geologists' Association. Band 55, Nr. 2, 1944, S. 115–118, doi:10.1016/S0016-7878(44)80012-8.
17. ↑  Kenneth P. Oakley, Bernard G. Campbell: Newly Described Olduvai Hominid. In: Nature. Band 202, 1964, S. 732; doi:10.1038/202732b0.
18. ↑  Wilfrid Le Gros Clark: Discovery. Band 25, 1964, S. 49.
19. ↑  Alan Walker und Pat Shipman: Sex und das Missing Link. Kapitel 6 in: Dieselben: Turkana-Junge. Auf der Suche nach dem ersten Menschen. Galila Verlag, Etsdorf am Kamp 2011, S. 132, ISBN 978-3-902533-77-7.
20. ↑  Alan Walker und Pat Shipman, Sex und das Missing Link, S. 161 und 139.
21. ↑  Ian Tattersall: The Strange Case of the Rickety Cossack – and Other Cautionary Tales from Human Evolution. Palgrave Macmillan, New York 2015, S. 83, ISBN 978-1-137-27889-0.
22. ↑  Bernard Wood, Mark Collard: The Human Genus. In: Science. Band 284, Nr. 5411, 1999, S. 65–71, doi:10.1126/science.284.5411.65.
 vergl. dazu auch: Bernard Wood: Origin and evolution of the genus Homo. In: Nature. Band 355, 1992, S. 783–790; doi:10.1038/355783a0.
23. ↑  Bernard Wood: Did early Homo migrate „out of“ or „in to“ Africa? In: PNAS. Band 108, Nr. 26, 2011, S. 10375–10376, doi:10.1073/pnas.1107724108.
24. ↑  Ann Gibbons: New fossils challenge line of descent in human family tree. In: Science. Band 317, 2007, S. 733, doi:10.1126/science.317.5839.733.
25. ↑  F. Spoor, M. G. Leakey et al.: Implications of new early Homo fossils from Ileret, east of Lake Turkana, Kenya. In: Nature. Band 448, 2007, S. 688–691, doi:10.1038/nature05986.
26. ↑  Fossilien lassen menschlichen Stammbaum wackeln. Auf: spiegel.de vom 9. August 2007.
27. ↑  Homo habilis. Auf: australian.museum, zuletzt abgerufen am 16. Januar 2024.
28. ↑  Ann Gibbons: Who was Homo habilis — and was it really Homo? In: Science. Band  332, Nr. 6036, 2011, S. 1370–1371, doi:10.1126/science.332.6036.1370.
29. ↑  Vincent Balter et al.: Evidence for dietary change but not landscape use in South African early hominins. In: Nature. Band 489, 2012, S. 558–560, doi:10.1038/nature11349.
 Early human ancestors had more variable diet. Auf: eurekalert.org vom 8. August 2012.
30. ↑  Fred Spoor et al.: Reconstructed Homo habilis type OH 7 suggests deep-rooted species diversity in early Homo. In: Nature. Band 519, 2015, S. 83–86, doi:10.1038/nature14224.
Digitale Wiedergeburt des „geschickten Menschen“. Auf: mpg.de vom 4. März 2015, mit Abbildung der digitalen Rekonstruktion.
31. ↑  Thomas W. Davies et al.: Dental morphology in Homo habilis and its implications for the evolution of early Homo. In: Nature Communications. Band 15, Artikel Nr. 286, 2024, doi:10.1038/s41467-023-44375-9.